# Par les routes
Par les routes est un roman de Sylvain Prudhomme paru le 22 août 2019 aux éditions Gallimard–L'Arbalète et ayant reçu la même année le prix Femina.

## Historique du livre
Retenu dans les sélections des principaux prix littéraires français (dont le Grand prix du roman de l'Académie française, le prix Renaudot et le prix Interallié), le roman reçoit, le 9 octobre 2019, le prix Landerneau des lecteurs puis, le 5 novembre 2019, le prix Femina.

## Résumé
La quarantaine, écrivain, Sacha quitte Paris pour le calme d'une petite ville du Sud. À peine installé, il retrouve son ami de jeunesse. Celui qu'il a toujours appelé l'autostoppeur vit désormais avec Marie et leur fils, habitués à ses disparitions et ses retours inopinés. Mais l'arrivée de Sacha bouleverse cet équilibre familial. Entre Sacha et Marie, les liens se resserrent. Que vaut la liberté face à l'amitié et à l'amour ?

## Éditions
- Éditions Gallimard/L'Arbalète  (ISBN 9782072740381)[5]